# Zeno Müller

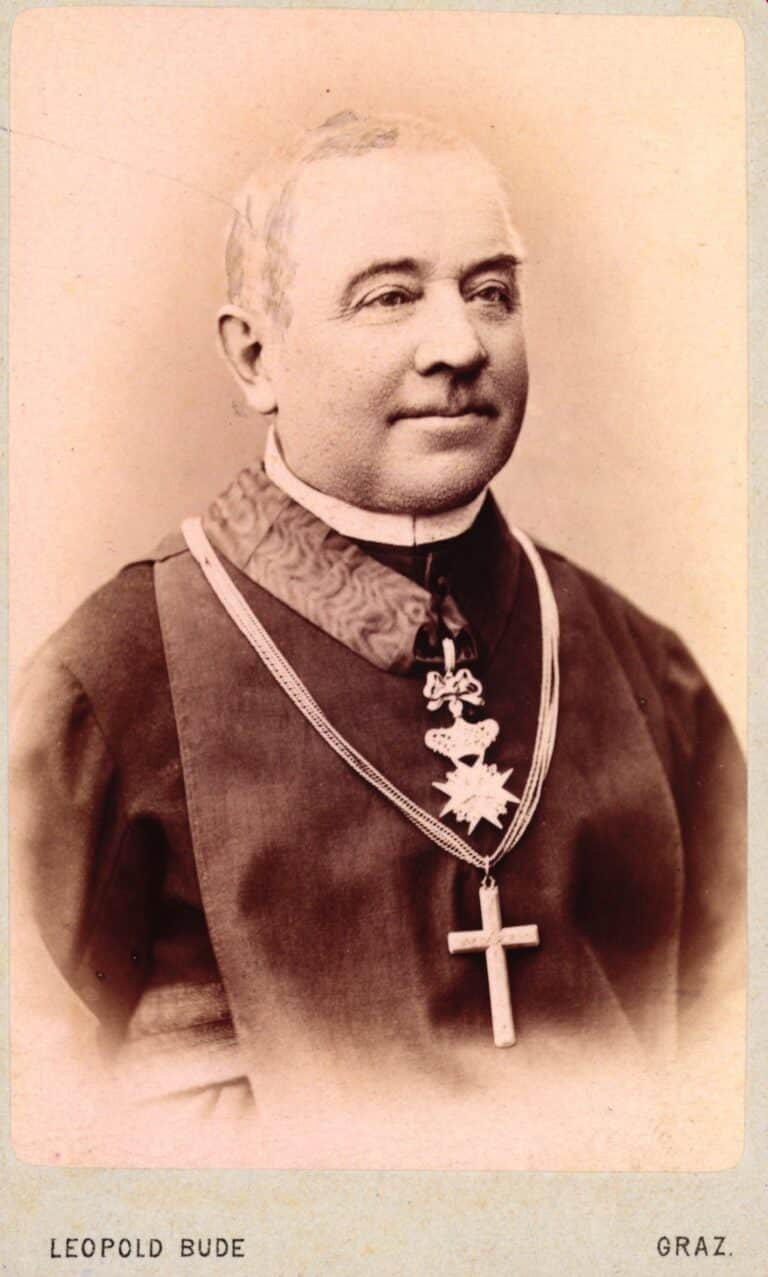
Zeno Müller

Zeno Müller OSB (* 23. Juni 1818 in Pyhrn bei Liezen als Franz Ignaz Müller; † 4. März 1894 in Admont) war ein österreichischer Benediktiner und Abt des Stiftes Admont.

## Leben

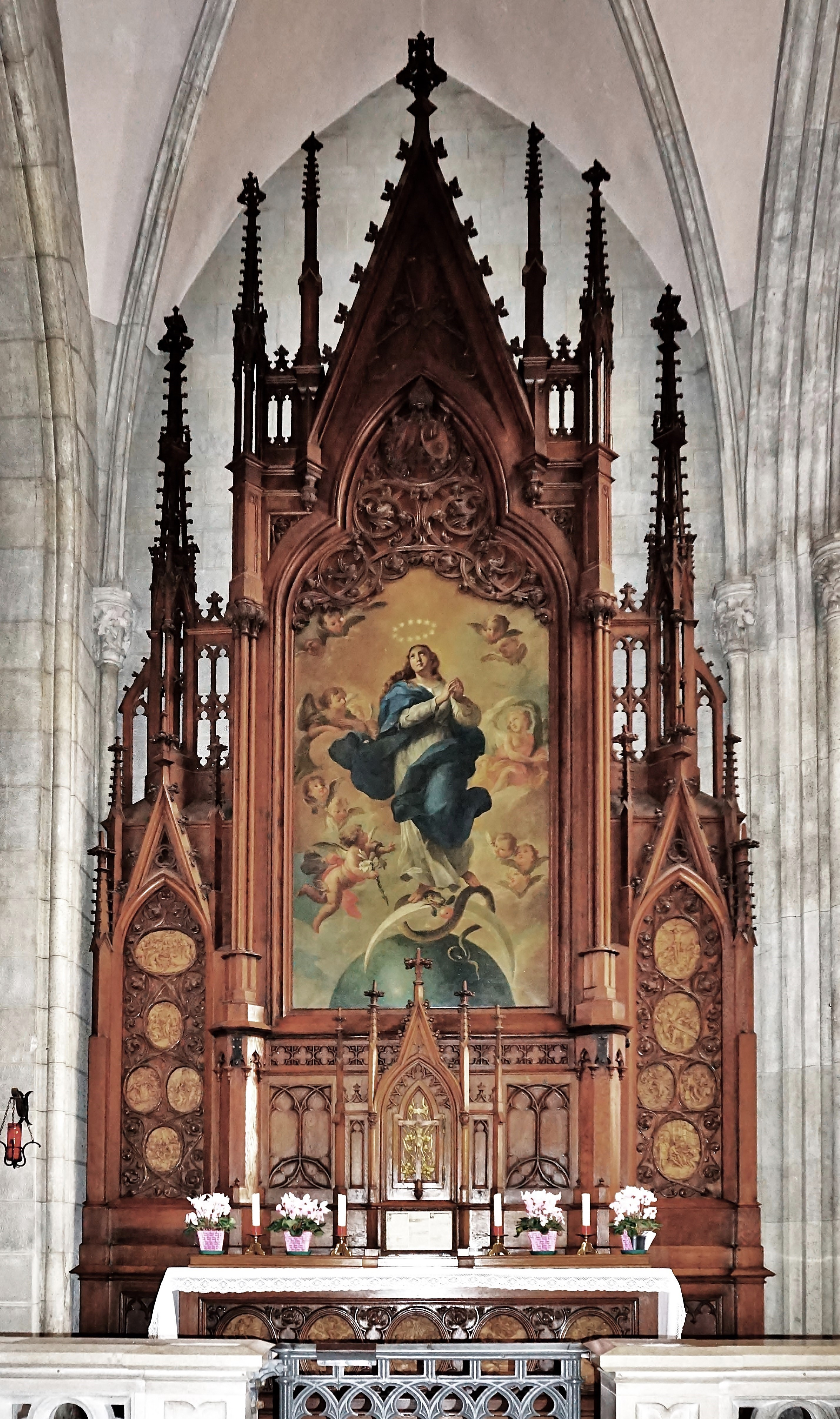
Der von Abt Zeno Müller gestiftete Marienaltar der Admonter Stiftskirche

Abtswappen Zeno Müller

Der gebürtige Liezener und Sohn eines Montanbeamten trat nach kurzer Tätigkeit in der Kanzlei des Friedauschen Eisenberg- und Hüttenwerks-Verweseramtes in Liezen 1841 in das Stift Admont ein und wurde nach Abschluss seines Studiums an der Universität Salzburg im Jahr der feierlichen Profess 1845 zum Priester geweiht. Bis 1863 war er Vikar an der Nachbarpfarre Hall, 1850/51 lehrte er an der theologischen Hauslehranstalt des Stiftes Moraltheologie und war 1864/65 Lehrer für Landwirtschaft an der Präparandenanstalt. Von 1856 bis 1885 war er Küchenmeister, von 1852 bis 1866 Kastner und von 1867 bis 1869 Ökonom und Kämmerer. 1869 wurde er zum 60. Abt des Stiftes gewählt. Seine Benediktion durch den Fürstbischof von Seckau, Johann Baptist Zwerger, empfing er in der Wallfahrtskirche Frauenberg an der Enns.
Seine große Aufgabe waren Wiederaufbau und Neuausstattung des nach dem großen Brand von 1865 fast völlig zerstörten Klosters. Am 12. September 1869 wurde die Stiftskirche durch Johann Baptist Zwerger, Fürstbischof von Seckau, konsekriert, und Zeno Müller bei dieser Gelegenheit zum fürstbischöflichen Konsistorialrat ernannt. Gleichzeitig erhielt die Kirche ihr aus acht, im Parsifal-Motiv in As-Dur abgestimmten Glocken bestehendes Geläut sowie 1871 ihre neue Orgel, so dass 1874 – nur neun Jahre nach dem verheerenden Stiftsbrand – die Achthundertjahrfeier der Stiftsgründung feierlich begangen werden konnte. 
1872 errichtete Abt Zeno in Trieben anstelle des veralteten Hammerwerkes eine Blechfabrik, 1872 in Klamm bei Rottenmann ein neues Sensenwerk. 1876 legte er eine Torfstecherei bei Admont an. Er ließ mehrere Pfarrhöfe und Kirchen renovieren, Kunstwerke restaurieren, außerdem die Bibliothek, die naturhistorische Sammlung und das Münzkabinett erweitern und ergänzen. Unter seinem Abbatiat erfolgte vor allem die Sichtung und Neuordnung der Reste des Admonter Stiftsarchivs durch Jakob Wichner.
Im Dezember 1885 legte er sein Amt krankheitshalber nieder. Seine letzten Lebensjahre verbrachte er zurückgezogen im Kloster.
Das horizontal in zwei Hälften geteilte persönliche Wappen von Abt Zeno Müller, wie es sich an dem durch ihn mit neugotischem Aufbau neugestalteten Marienaltar der Stiftskirche findet, zeigt im oberen Abschnitt als Verweis auf seinen Ordensnamen, den spätantiken Gelehrtenheiligen Zenon von Verona, ein aufgeschlagenes Buch, überhöht von einem Kreuz, im unteren, mit Bezug auf seinen Nachnamen, ein Mühlrad, darunter das auch im Wappenbild reflektierte benediktinische Motto Ora et labora („Bete und arbeite“).